# Cripta di Lieberkühn
Le cripte di Lieberkühn (o ghiandole intestinali) sono ghiandole tubulari semplici (cioè presentano una forma che ricorda un dito di guanto) presenti nella lamina propria della mucosa dell'intestino tenue e dell'intestino crasso.

## Storia
Prendono il nome dall'anatomista tedesco del XVIII secolo Johann Nathanael Lieberkühn, scoperte da lui nel 1745. In realtà furono descritte da diversi anatomisti prima di lui:
- Marcello Malpighi (1628-1698) nel 1688[2]
- Johann Konrad Brunner (1653-1727) nel 1715[3]
- Domenico Maria Gusmano Galeazzi (1686-1775) nel 1731.

## Anatomia e fisiologia
Le cripte di Lieberkühn contengono varie popolazioni cellulari, di forma prevalentemente cilindrica: enterociti, numerose cellule caliciformi mucipare, cellule di Paneth, scarse cellule enteroendocrine e cellule indifferenziate per il ricambio continuo dell'epitelio di rivestimento, che avviene in media ogni tre giorni. Nei preparati istologici sono quindi frequenti le figure mitotiche.
La funzione delle ghiandole intestinali dipende dai tipi cellulari che la compongono ; alle ghiandole intestinali si possono ascrivere le seguenti funzioni
- rinnovamento dell'epitelio della mucosa intestinale : dal momento che è nelle ghiandole intestinali che troviamo le cellule staminali
- partecipazione alla secrezione mucosa : che favorisce la progressione del contenuto nel lume intestinale
- regolazione della flora intestinale : funzione che viene ascritta alle cellule di Paneth per la loro produzione di sostanze ad attività antibatterica
- regolazione delle funzioni gastrointestinali : ascritta alle cellule endocrine ; ad esempio , in risposta all'acidità del chimo le cellule S rilasciano secretina, che stimola l'attività pancreatica, inibisce quella gastrica e altro
- probabilmente altre funzioni non note : ad esempio nelle cripte intestinali sono state trovate delle cellule dette "brush cells", il cui significato è poco chiaro

## Patologie correlate
Le cripte di Lieberkühn sono interessate dalla malattia chiamata celiachia che ne causa l'iperplasia anomala. L'infiammazione delle cripte è denominata criptite.